# Sainte-Chapelle (Vincennes)
Sainte-Chapelle (tj. svatá kaple) je hradní kaple na zámku ve Vincennes zasvěcená Panně Marii a Nejsvětější Trojici. Stavba kaple začala ve 14. století ve stylu plaménkové gotiky a v polovině 16. století byla dokončena. V chóru se dochovaly renesanční vitráže. Kaple je od roku 1853 chráněná jako historická památka.

## Historie
Francouzský král Karel V. začal budovat v opevněném prostranství svého hradu ve Vincennes naproti donjonu kapli. Podobně jako v Sainte-Chapelle v Paříži také zde měly být uchovány vzácné relikvie. Práce pokračovaly i za jeho nástupce Karla VI., ale posléze byly přerušeny stoletou válkou. Až Jindřich II. přenesl do kaple sídlo řádu svatého Michala a kaple byla dokončena v roce 1552. V roce 1548 pověřil architekta Philiberta de l'Orme zaklenutím lodi.

## Architektura
Exteriér je členěn silnými opěrami zdobenými fiálami. Zdi hlavní lodi a chóru jsou opatřeny vysokými okny s kružbami. Na zašpičatělých archivoltách oken jsou usazeny vimperky zdobené kraby a křížovými kytkami. Na severní a jižní straně byly vybudovány dvě oratoře přístupné zvenčí.

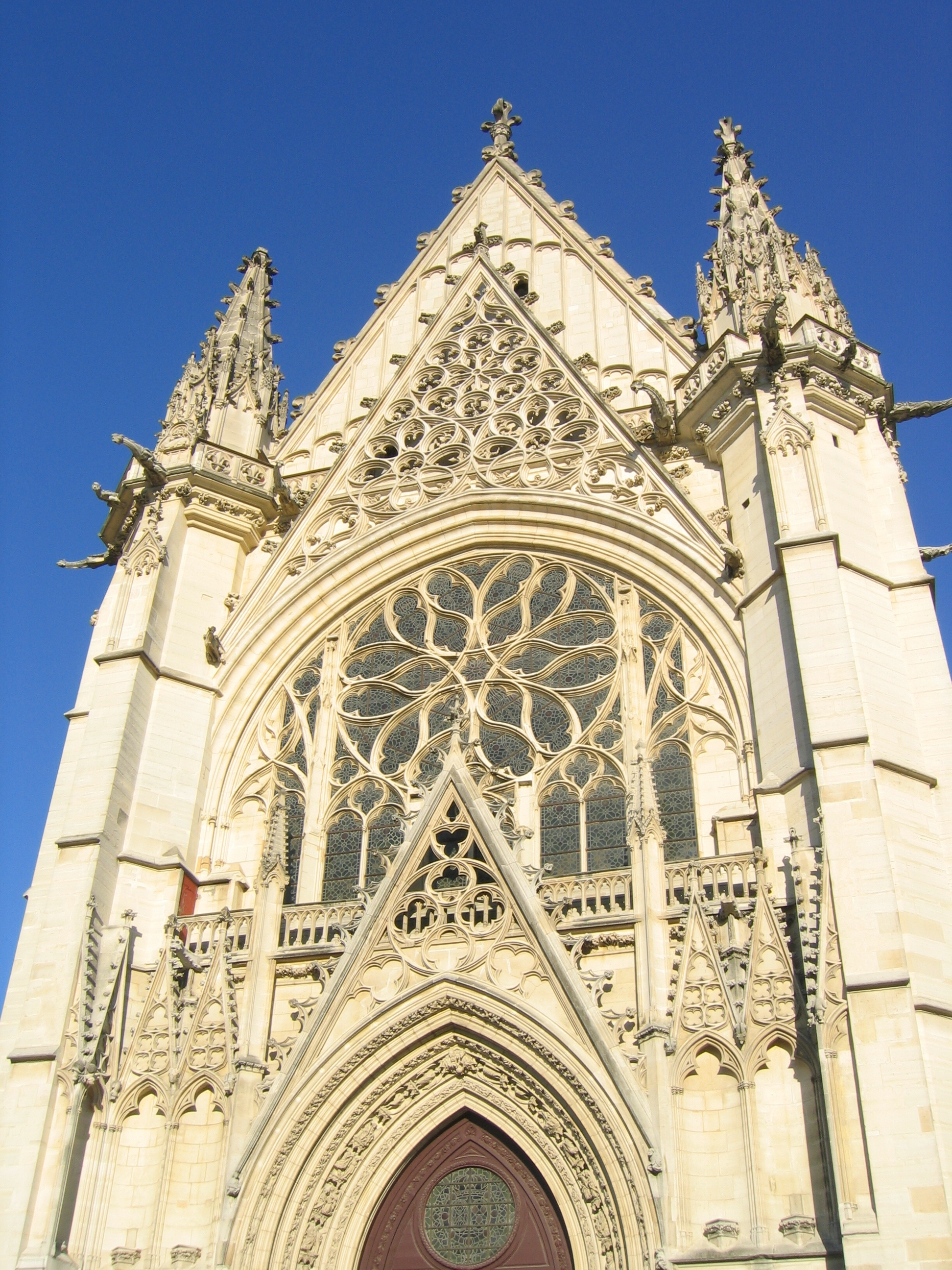
Detail západní fasády.

Západní průčelí lemované dvěma kamennými rohovými věžemi má velkou rozetu a víceúrovňový portál. Rozeta i portál jsou zakončeny filigránovými vimperky.
Interiér kaple není na rozdíl od mnohých hradních kaplí rozdělen do dvou pater. Také vnější vstupy do oratoří jsou neobvyklé.
Loď je dlouhá 33 metrů, široká 10 metrů a vysoká 20 metrů. Jednolodní prostor končí na východě v pětibokém presbytáři. K severní oratoři přiléhá sakristie a v patře nad ní se nachází pokladnice. Obě oratoře byly vyhrazeny pro vládce – severní pro krále a jižní pro královnu. V králově oratoři se dnes nachází hrobka vévody de Bourbon, který byl na zámku z Napoleonova příkazu popraven. Nad dveřmi vedoucími z chóru do oratoří je tympanon s anděly a erbem. Na západě vedou dvě úzká točitá schodiště na emporu.

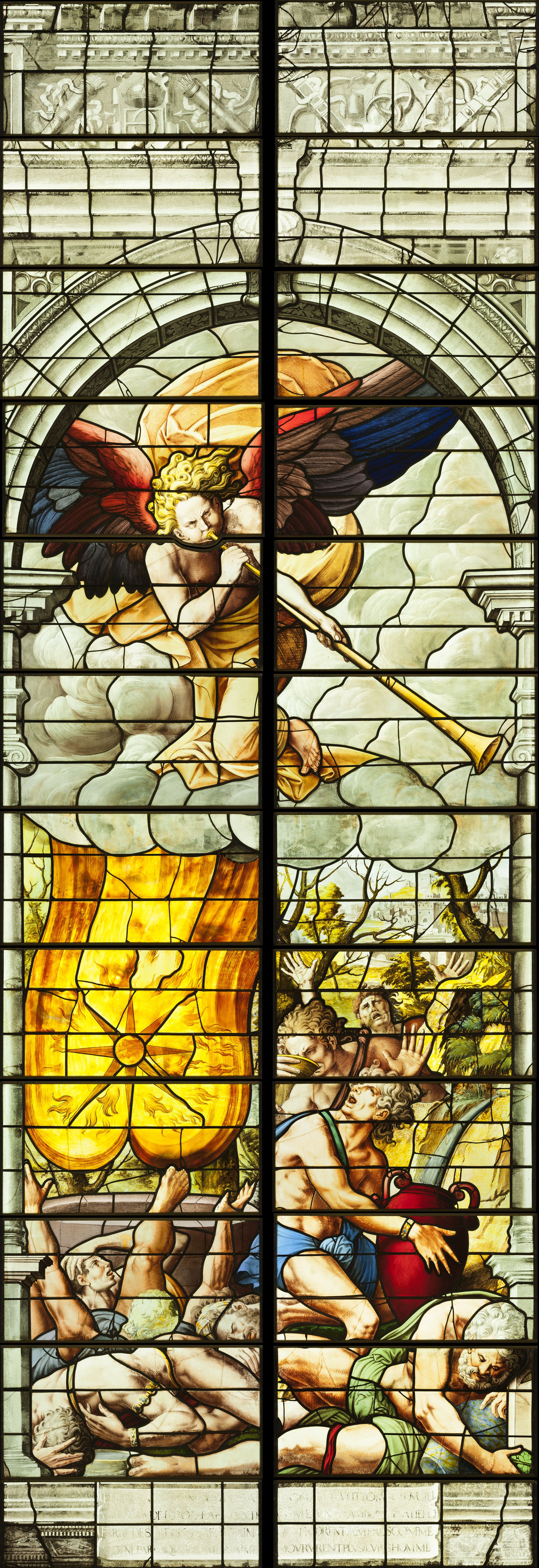
Renesanční vitráže

Konzoly s figurálními scénami a vlys pocházejí z 15. století. Klenáky jsou zdobeny královskými znaky a monogramy. Půlměsíc či tři propletené půlměsíce připomínají motto Jindřicha II. donec totum impleat orbem (dokud není země plná mé slávy). Kromě písmene H jako Henry II. jsou zde písmena C jako Catherine de Medici, jeho manželka, kombinace obou písmen H a C a písmena IX pro jejich syna a budoucího krále Karla IX.
Vitráže v chórových oknech vytvořil v 50. letech 20. století malíř Nicolas Beaurain. Námětem se stalo Zjevení sv. Jana. Pět oken se skládá ze dvou částí. Na horních jsou vyobrazeny scény z apokalypsy, které jsou zarámovány architektonickými prvky en grisaille. Jsou zdobeny půlměsíci a monogramy Jindřicha II. a Kateřiny Medicejské. Spodní panely zobrazují erby a portréty. Z původních pěti portrétů se v kapli zachoval pouze portrét Jindřicha II. Portrét krále Františka I. se nachází v Národním muzeu renesance v Écouenu. Další portréty, na kterých byli zachyceni Anne de Montmorency, guvernér Vincennes, vévoda Guise a jeho bratr Karel, se nedochovaly. Postavy jsou zobrazeny klečící s modlitební knihou a jako členové Řádu sv. Michala.